# Walter Wili
Walter Wili (* 27. April 1900 in Luzern; † 15. Oktober 1975 in Bern) war ein Schweizer Klassischer Philologe.
Walter Wili studierte Klassische Philologie und Rechtswissenschaft an den Universitäten zu London, Freiburg im Breisgau, Berlin und Zürich. Nach Promotion und Habilitation in Zürich (1929) hielt er als Privatdozent Lehrveranstaltungen ab. 1932 wurde er mit der Vertretung eines Lehrstuhls für Klassische Philologie an der Universität Bern beauftragt, den er seit 1933 als ausserordentlicher Professor innehatte. In Bern wirkte Wili bis zu seiner Emeritierung (1966) und darüber hinaus. Seit 1951 war er korrespondierendes Mitglied der Deutschen Akademie für Sprache und Dichtung.
Wili beschäftigte sich hauptsächlich mit der augusteischen Dichtung und der Humanitas-Idee der Antike. Sein bekanntestes Werk ist die Monografie Horaz und die augusteische Kultur (Basel 1948, Nachdruck 1966). 1949 begründete er die Schriftenreihe Noctes Romanae, die bis 1978 im Haupt Verlag erschien.
Seine umfangreiche Privatbibliothek vermachte Wili seinem Schüler Georg Luck, der sie dem Department of Classical Studies der University of Pennsylvania stiftete.